# زادينكا فيدرمانوفا موتيكوفا
زادينكا فيدرمانوفا موتيكوفا (بالإنجليزية: Zdeňka Wiedermannová-Motyčková) (17 أبريل 1868 - 16 أكتوبر 1915)، معلمة مورافية ومحررة مجلة وناشطة في مجال حقوق المرأة. ولدت في عائلة من المعلمين التقدميين، ودرست لتصبح معلمة ثم تخرجت في عام 1886. قادها تعليمها الكاثوليكي إلى قيم أكثر تحفظًا من قيم عائلتها، لكن بعد التدريس لعدة سنوات، بدأت تدرك التفاوتات بين المعلمين من النساء والرجال، وكذلك تفاوتات طلابهم. بحلول عام 1898، كانت تدعو علنًا إلى المساواة في الأجر عن العمل المتساوي وتناضل من أجل التعليم المتساوي للبنين والبنات. في عام 1902، أسست فيدرمانوفا وأصبحت رئيسة لاتحاد المعلمين المورافيين، الذي صبّ تركيزه على إضفاء الطابع المهني على معايير التدريس. في العام التالي، افتتحت أكاديمية الفتيات في برنو، على أمل أن تشمل لاحقًا التعليم الثانوي هناك. نظرًا لأن الإمبراطورية النمساوية المجرية قدمت القليل من التمويل لتعليم الفتيات، فقد عقدت محاضرات لتوفير تكاليف تشغيل الأكاديمية. وأخيرًا في عام 1908، أسّست بنجاح أول مدرسة ثانوية للبنات في مورافيا.
في ذلك العام، أسّست فيدرمانوفا وأصبحت محررة مجلة زينسكا ريفيو (وومن ريفيو) وهي مجلة تنشر مقالات عن التطورات في الحركة النسائية الدولية. في عام 1908 أيضًا، بدأت زواجًا غير رسميًا مع زميلها المعلم فينسينك موتيتشكا. نظرًا لأنه كان كاثوليكيًا وغير قادر على طلاق زوجته الأولى، لم يتمكن الاثنان من إضفاء الطابع الرسمي على زواجهما، لكنها أضافت لقبه إلى اسمها. في عام 1909، تقاعدت كمعلمة للتركيز على نشاطها الخاص. أصبحت واحدة من أبرز النسويات التشيكيات إذ قدمت أكثر من مائة محاضرة خلال حياتها المهنية. أسّست العديد من الجمعيات النسائية وكان لها دورًا فعالًا في إنشاء منظمة إقليمية جامعية، المنظمة التقدمية للمرأة في مورافيا، ملتزمة بنشاط بحق المرأة في الاقتراع وإدماج المرأة في جميع قطاعات الحياة العامة.
اشتهرت فيدرمانوفا-موتيكوفا بكونها متظاهرة نشطة في مسيرات مختلفة وشاركت في حملات التماس لتأمين التصويت للنساء. شاركت في المؤتمرات النسائية الدولية وسعت إلى إقامة علاقات مع النسويات في أجزاء أخرى من الأراضي التشيكية. من خلال الحملات المنسقة، حاول النشطاء إحداث تغيير انتخابي، على الرغم من انهيار تعاونهم في النهاية. منذ بداية الحرب العالمية الأولى، تحوّل نشاطها للتركيز على المساعدات الإنسانية للفقراء ولأسر الجنود. توفي شريكها ثم توفيت في العام التالي، قبل وقت قصير من حصول المرأة التشيكية على حق التصويت في عام 1918. وتُذكر لعملها في توفير تعليم أوسع نطاقًا للمرأة وبشكل أعم، لتحسين وضع المرأة في مورافيا.

## المهنة

### التعليم
بدأت فيدرمانوفا حياتها المهنية في التدريس باللغة الفرنسية بعد تخرجها. ثم تم نقلها إلى هوليشوف، ثم إلى فريشتات لاحقًا، لكنها غادرت إلى براغ مع خطيبها. عندما تركها خطيبها، حاولت الانتحار. قررت البقاء في براغ، وتعرفت في عام 1895 على كاهن وأكاديمي كاثوليكي، أنتونين بودلاها. أقنعتها عائلتها، التي كانت إنجيلية ونشطة في الحركة المناهضة لرجال الدين، بالعودة إلى مورافيا إذ كانت تدرس في مورافسكي بوديجوفيتش بحلول نهاية العام. ثم درست في أوسترافا، قبل أن تستقر في بريروف بحلول عام 1898. شعرت فيدرمانوفا بأنها محاصرة بسبب المعايير المزدوجة للعصر التي سمحت للنساء بالعمل، لكنها لم تدفع لهنّ سوى القليل لدرجة أنهن غالبًا ما يُجبرن على الزواج.
بحلول ذلك الوقت، تبخرت المحافظة الدينية لفيدرمانوفا، وفي مؤتمر للمعلمين عقد في عام 1898 في بريروف، قامت باحتجاج عام حول أجر المرأة. عندما سخر المجلس من تصريحها بأنه يجب أن يتقاضى الرجال والنساء نفس الأجر مقابل نفس الوظيفة، أوضحت فيدرمانوفا أنها عملت لساعات عديدة مثل زملائها الذكور، الذين يدرّسون مثل العديد من الطلاب، وكانوا مكرسين لمهنتهم، لكنهم حصلوا على أجر أقل. للعمل من أجل المساواة في الأجور، أسست في عام 1902 اتحاد المعلمات في مورافيا، الذي شغلت كرئيسة له. ضغطت نقابة المعلمين من أجل تحسين التدريب الأكاديمي للمعلمين والمعلمين الصناعيين وكذلك من أجل مدارس أكثر عادية ومرافق تعليمية أخرى للفتيات.
غادرت فيدرمانوفا باريروف وتم تعيينها مديرة لمدرسة سفيتلا في فيلكي ميزيريشي، ما أدى إلى إقامة علاقات مع بعض الشخصيات الرئيسية في الإصلاح التعليمي التشيكي، بما في ذلك فرانتيشيك درتينا وجوزيف مشار وتوماس ماساريك وجوزيف أوليك لتلتقي نهاية مع ماساريك لأول مرة في عام 1903 في مؤتمر للمعلمين في برنو، حيث كان محاضرًا مدعوًا. أصبح مرشدًا لها وحاول إقناعها بالعمل كمحررة لقسم النساء في ناش دوبا (أور تايم)، بهدف دمج الحركة النسائية المورافية في السياسة. على الرغم من أنها لم تقبل العرض، إلا أنه سيكون له دور فعال في وقت لاحق في مساعدتها في العثور على مجلة زينسكا ريفيو (وومن ريفيو). في ذلك العام، أسست وأصبحت مديرة أكاديمية الفتيات في برنو. نظرًا لأن 2،5 مليون كرونة فقط، من إجمالي ميزانية التعليم البالغة 43 مليون كرونة، تم تخصيصها لتعليم المرأة من قِبَل السلطات النمساوية المجرية، نظمت فيرمانوفا فعاليات لجمع الأموال مثل استضافة سلسلة محاضرات. حظيت المحاضرات بشعبية كبيرة، ورفعت الميزانية إلى حوالي 7،000 كرونة على مدى أربع سنوات، ووفرت رأس المال التشغيلي للأكاديمية.
كان هدف فيدرمانوفا هو فتح مؤسسة للتعليم الثانوي للفتيات، لكنها لم تكن قادرة على تأمين الأموال الكافية لإطلاق صالة للألعاب الرياضية أو إقناع السلطات بإصدار شهادات للخريجين. عندما فشلت هذه الخطة، طلبت من الحكومة السماح للفتيات بحضور صالة الألعاب الرياضية للأولاد، لكن السلطات كانت ضد التعليم المختلط. سمحوا للفتيات فقط بحضور الفصول كمراقبين في ثلاث مؤسسات وفقط لمحاضرات عن التاريخ والرياضيات والفيزياء. وواصلت الضغط من أجل اعتماد منهج إصلاحي يوفر التعليم الإلزامي الأساسي، بما في ذلك شهادات لجميع الخريجين الذين استوفوا المتطلبات التعليمية الأساسية.
في وقت مبكر من عام 1904، بدأت النساء التقدميات مثل فيدرمانوفا في التحريض على الحق في التصويت، وتقديم التماس إلى الهيئة التشريعية لإجراء تغييرات على القانون المدني، والاحتجاج على التشريع الذي يحظر على النساء المتزوجات التدريس. في ذلك العام أيضًا، حضرت المؤتمر الثاني للتحالف الدولي لحق المرأة في الاقتراع الذي عقد في برلين، حيث قدمت محاضرة عن تعليم الفتيات الثانوي في الأراضي التشيكية. في عام 1907، ألقت فيدرمانوفا محاضرة في براغ، بعنوان تحرر امرأة من كاهن، انتقدت فيها الكنيسة الكاثوليكية «لإساءة معاملة النساء عاطفيًا وعقليًا» وجادلت بأن التعليم الرهباني لا يوفر التعليم الكافي أو إعداد الفتيات لمهنة التدريس. على الرغم من السماح بافتتاح صالة للألعاب الرياضية للسيدات في فيلكي ميزيريشي، إلا أن فيدرمانوفا لم تحقق هدفها مع برنو. أدى إرهاقها إلى مرض أصابها بضعف في القلب وأثر على سمعها.
بحلول عام 1908، ظهرت مقالات تطالب بحقوق متساوية بانتظام في المجلات النسائية في مورافيا وتم اقتراح ثلاث نساء كمرشحات للجمعية التشريعية للولاية. أسست فيدرمانوفا وأصبحت محررة لمجلة زينسكا ريفيو، وهي مجلة تقدم معلومات عن الحركة النسائية الدولية، وكذلك عن المعلمين والتعليم. تم منح الموافقة أخيرًا على مدرسة الإصلاح الثانوية للبنات، لكن لم يُسمح باستخدام مصطلح «صالة الألعاب الرياضية» حتى عام 1910. في ذلك العام أيضًا، بدأت العيش مع مدرس آخر، فينسينك موتيتشكا. ككاثوليكي، لم يكن قادرًا على الزواج مرة أخرى، لأنه طلّق زوجته، لذلك لم يتمكن هو وفيدرمانوفا من إضفاء الطابع الرسمي على علاقتهما. تعرّض المجتمع المحافظ للفضيحة بسبب ترتيبهم المعيشي ودفعها للاستقالة من منصبها في أكاديمية الفتيات. غادرت فيدرمانوفا الكنيسة، وعدلت لقبها ليشمل اسم شريكها، وساعدته في تربية طفليه. بعد عام من التدريس والتحرير، قررت التقاعد وتقدمت بطلب للحصول على معاشها التقاعدي، حتى تتمكن من التركيز على تحرير المجلة.